# Cyrtandra microphylla
Cyrtandra microphylla là một loài thực vật có hoa trong họ Tai voi. Loài này được Merr. mô tả khoa học đầu tiên năm 1918.